# Omega Supreme
Omega Supreme es un personaje ficticio del Universo de Transformers, su afiliación es de Los Autobots y su cargo principal es la Base de Defensa y su modo Alterno es una Estación de Base Espacial.

## Historia G1
Omega Supreme es un nombre que se conjura con un robusto benefactor Estando de pie es más alto mide 60 metros de altura. Que casi cualquier otro Autobot (con excepción de Fortress Maximus, Metroplex, y otros Gestalts Autobots) Omega Supreme es un antiguo Robot Guardián Cybertroniano y es una Gran Base de Defensa de los Autobots (es el único conocido con la habilidad de transformarse ya que otros en las antiguas guerras cybertronianas no tenían esa habilidad), compuesto de una pista ovalada, un tanque, una bahía de lanzamiento, y un cohete. Su forma masiva está compuesta por dos brazos que son el cohete como tal, pero que transformado son lanzacohetes, pero esto nunca ha impedido que tenga gran habilidad de causar daño cuando se le necesita.
En su misión original, Omega Supreme sirvió como el protector de la Ciudad de Cristal, una de las ciudades más bellas de Cybertron. Después de las segunda Guerra Cybertroniana, él se unió a los Autobots pero tendió a ser solitario. Sus únicos amigos eran los Constructicons, cuando estos eran seres pacíficos y solo servían como robots de mantenimiento en Cybertron hasta que Megatron se infiltró en la ciudad y cambió a los Constructicons con el Robo-Smasher un robot que reprograma a toda vida cybertroniana como su fiel lacayo y servidor y así pasándolos a las filas de Los Decepticons, Megatron logró convertirlos en Decepticons y les da la tecnología de Gestalt, llamándose así Devastator, esto se tornó peor cuando ellos distrajeron a Omega Supreme para que se alejara de la ciudad y así destruirla.
Cuando regresó, estando Omega aturdido luchó contra Devastator en un combate cuerpo a cuerpo y destruyó al Robo-Smasher, sin embargo, Megatron había ganado lo que él quería; los nuevos aliados y la destrucción del corazón del Guardián.
Entre los Autobots, Omega Supreme siempre anda solo; solo y silencioso. Sus tareas primarias han sido la protección del Arca y de vuelos ocasionales hacia la batalla. Su relación con Optimus Prime es tensa, pero por lo general sigue sus órdenes. Él habla algunas palabras y la única emoción que tiene es un intenso deseo de venganza contra los Constructicons. Él los ha buscado para milenios por todo el universo hasta que logró encontrarlos en una misión la cual ellos estaban acercando un asteroide lleno de energon, sin embargo el motivo que lo lleva a dicha misión de destruir el asteroide que amenazaba al planeta tierra era de vengarse de los Constructicons, su sed de venganza puso en peligro a la tierra ya que mientras que quería acabar con Devastator, un Dragón Cybernetico nació en dicho asteroide lo cual no era un asteroide sino un huevo, Omega Supreme logra recapacitar y salva a la tierra de dicha amenaza.
Omega Supreme también ayudó a Los Autobots en ciertas misiones contra un malvado líder de un planeta que pertenece a una de las lunas de Saturno, ayudando a los Autobots a transportarlos y a rescatar al Autobot Cosmos quien estaba capturado por ese malvado líder quienes sorprendidos por su anatomía cybertroniana lo confundieron con su Dios, en ese momento los Decepticons aprovecharon en usar a los titanes de su lado Starscream, Astrotrain y Thrust, Optimus Prime junto con Perceptor, Jazz y Red Alert logran detener a dichos Decepticons y rescatan a Cosmos de la Tiranía de ese planeta junto con la ayuda de una hermosa mujer llamada Talaria.
Omega Supreme también apareció cuando el Autobot Blaster estaba disfrutando un concierto de rock junto con Spike y Carly cuando sus ondas de sonido de Blaster (personaje de Transformers) las usaba para el concierto lo uso a un fuerte volumen de audio lo cual le ocasionaba la comunicación de Optimus Prime con Omega Supreme, cuando Optimus Prime le pedía que bajara el volumen, este no le hacía caso y se pasaba todo el rato interrumpiendo la señal hasta que los Decepticons realizaron otro sorpresivo ataque a una base científica para transportar un artefacto a la luna para sus planes de conquistar el universo, pero Omega Supreme una vez ayuda a Optimus Prime a rescatar a Blaster y Cosmos quienes fueron capturado por los Decepticons en la luna aterrizando y combatiendo contra los Decepticons mandando lejos a Astrotrain lanzándolo con su potente brazo, Megatron al ver que la situación estaba en contra de este, este decide retirarse del campo de batalla en la luna y así logran rescatar a Blaster y a Cosmos.
Omega Supreme ayuda a los Autobots en una fuerte batalla en la laguna de oro bañándose de oro para así acabar con lo Decepticons ya que el efecto invencible era temporal los Autobots tomaron ventaja pero Megatron en su impotencia logra destruir la laguna de oro, también sirvió de gran apoyo cuando fueron a detener a Megatron cuando este se robó la llave de Vector Sigma y creó a los Stunticons llevándose así la llave a la tierra y reprogramando a los Centuriones los guardianes de Vector Sigma, convirtiéndolos en sus sirvientes, en ese momento Optimus Prime decide crear otro ejército Autobot Los Aerialbots quienes forman al Gestalt Superion, cuando regresaron a la tierra pero lamentablemente Omega Supreme fue gravemente dañado por el ataque masivo de los Centuriones quedándose en fuertes cuidados intensivos, Megatron quería transformar a la tierra en un planeta cybernetico pero los Autobots intervienen para impedir su plan de Los Decepticons, en ese momento Megatron les enseña que los Stunticons se combinan y forman al Gestalt Menasor, Optimus Prime no se sorprende ya que se percató en ese problema este también le dio la forma Gestalt a los Aerialbots formando a Superion en esa lucha Omega Supreme se recupera y logra ayudar a Superion de Menasor quien tenía mayor ventaja y una vez más los Decepticons son derrotados.
Omega Supreme apoyo en una misión de transporte a Cybertron en donde Los Autobots Optimus Prime, Ironhide, Wheeljack, Ratchet junto con Los Aerialbots: Silverbolt, Air Raid, Fireflight, Slingshot y Skydive deciden viajar para una misión para detener unas maniobras de Shockwave ya que estaba en Cybertron junto con Megatron y los 3 principales Jets Seekers de Rastreo Starscream, Thundercracker y Skywarp , Omega Supreme se quedó agotado y Los Decepticons aprovechando de las dudas que los Aerialbots tenían de los Decepticons, Los Decepticons aprovecharon en enviarlos al pasado para deshacerse de ellos, mientras tanto los Aerialbots descubren la verdadera historia logran vencer a los Decepticons y Omega Supreme es reparado para transportarse a la Tierra, Omega Supreme ayudó a los Autobots a transportarlos a Japón cuando Kreemzeek una pequeña criatura creada por Megatron que está compuesto de electrones se alimenta de toda forma tecnológica y eso hizo de que muchos Autobots fuesen afectados incluso el mismo Omega Supreme quien trato de huir ante esa pequeña endiablada criatura ya que al final logran destruirlo Omega Supreme es reparado.
Omega Supreme no participó en la Batalla de Ciudad Autobot en el 2005 ya que en ese mismo momento se encontraba junto a Superion y Defensor luchando contra Menasor y Bruticus en las afueras del Arca, apareció en la tercera temporada pero ya como extra ya que Los Autobots tenían un potencial más fuerte llamado Metroplex.

## Transformers Energon
Omega Supreme en Transformers Energon es uno de los Guardianes de Cybertron que sirve bajo el comando de Omega Sentinel y es un poderoso protector de los Autobots. Él es uno de los guerreros Autobots más resistentes, no ha sido derrotado y no dudariá en participar en alguna batalla, incluso ha logrado destruir a los más fuertes enemigos. Su Modo Alterno es un Omega tren Cybertroniano, sus dos componentes de vehículos también tienen la capacidad de transformarse en el poderoso Triturador de Omega Force plataformas de modo arma.

## Transformers Animated
Omega Supreme en Transformers Animated es la Nave Arca la cual fue creada por Perceptor y Wheeljack como una Última Esperanza ante el ataque Imminente de Los Decepticons, Cuando Ultra Magnus necesitaba a alguien quien sepa obtener los códigos le otorgó a Ratchet activo a Omega Supreme los Decepticons en ese entonces fueron derrotados pero en un segundo intento de conquistar Cybertron había una robot de inteligencia llamada Arcee quien le dieron el código de activación lo cual en las guerras fue capturada por Lockdown para obtener la información pero al final no lo consiguió ya que Ratchet la ayudó a escapar, en el primer capítulo de la Primera temporada "Transformence y Avancen" Optimus Prime, Bulkhead, Prowl, Ratchet y Bumblebee encontraron el Allspark Los Megatron y sus Decepticons los estaban persiguiendo en la Nave Nemesis lo cual intentaron activar el código Omega pero ya había sido negado el acceso ya que Arcee conocida como unidad RC tenía los códigos en su memoria, Omega Supreme es activado en los Episodios 28 y 29 Hacia un Puente de Distancia Parte I y II Ratchet y Sari Sumdac lograron activar a Omega con la llave del Allspark para salvar a sus compañeros de los Decepticons derrotando así a los clones de Starscream como Sunstorm, Ramjet, Slipstream, junto con Lugnut y Blitzwing, pero al final cuando el puente espacial se sobrecargo podía llevarse todo Míchigan a una dimensión espacial desconocida Omega Supreme se dispone a cerrar ese portal poniendo su cuerpo en el portal diciendo "Estoy Programado para Sacrificarme" lo cual Ratchet y Sari son expulsados del mismo Omega Supreme ya que al final se lleva a Megatron y a Starscream solo la cabeza ya que su cuerpo lo seccionó el Profesor Sumdac para ayudar a los Autobots cuando este intentaba derrocar a Megatron, Sumdac aprovechó en seccionarle su cuerpo, en el episodio 31 Teletransportados Parte II Megatron y Starscream logran regresar a la tierra con Omega Supreme pero él estaba desactivado, Megatron y Starscream logran apoderarse de este, hasta que Starscream con su Allspark incorporado se dispone atacar a Megatron y a los Autobots pero al final ellos regresan a otro rumbo desconocido, logrando capturar a Arcee para obtener los códigos de Omega Supreme, mientras que logran ubicarse con Lugnut y Shockwave y deciden clonar a Omega Supreme junto con el ADN de Lugnut formando así los Drones Lugnut Supreme con eso Megatron se dispone atacar la tierra en el último capítulo de la tercera temporada Fin del Juego; sin embargo Optimus Prime decide usar el Jet-Power que le construyó Ratchet cuando este les hizo unas modificaciones para poder estabilizar el Jet-Power ya que al principio el Jet-Power no tenía asimilación y se inestabilizaba en el aire, tanto así que decide usar el potente Martillo de Ultra Magnus, Jazz decidió combatir al lado de Optimus Prime, Prowl decide ponerse la Armadura Protoforma Ninja de su Maestro Yoketron mientras que Megatron regresa a la Tierra con la ayuda de los Lugnut Supreme, Optimus Prime con el Martillo derrota a un Lugnut Supreme, mantiene una intensa pelea contra Megatron, mientras que Bumblebee, Ratchet y Bulkhead deciden rescatar a Omega Supreme y a Arcee logran derrotar a Shockwave y a Lugnut con la ayuda de Omega Supreme debido a que los Autobots logran activarlo nuevamente y este decide ayudar a los Autobots regresando a la tierra eliminando a un Lugnut Supreme, mientras que otro estalla con Megatron y Optimus Prime por obra de una reprogramación de Starscream quien lo había instalado sigilosamente, este regresa también a la tierra otro intento de derrocar a Megatron, pero este no lo consiguió ya que Megatron solo le causó unas cuantas lesiones Optimus Prime es rescatado con el sacrificio de la chispa de vida de Prowl, Starscream pierde su fragmento de Allspark y así se desconecta, Megatron es derrotado y capturado por los Autobots, Omega Supreme decide regresar con los Autobots a Cybertron y así termina esta serie.